# Deirochelyinae
Los deiroquélinos (Deirochelyinae) son una subfamilia de la familia Emydidae. Se compone de especies nativas de América del Norte y América del Sur, algunas de las cuales con frecuencia se tienen como mascotas. Como resultado del comercio una de las especies, la tortuga de orejas rojas, se puede encontrar asilvestrada en muchas partes del mundo. 

## Clasificación
Incluye los siguientes géneros:
- Género Chrysemys
- Género Deirochelys
- Género Graptemys
- Género Malaclemys
- Género Pseudemys
- Género Trachemys